# セイヨウタマシダ

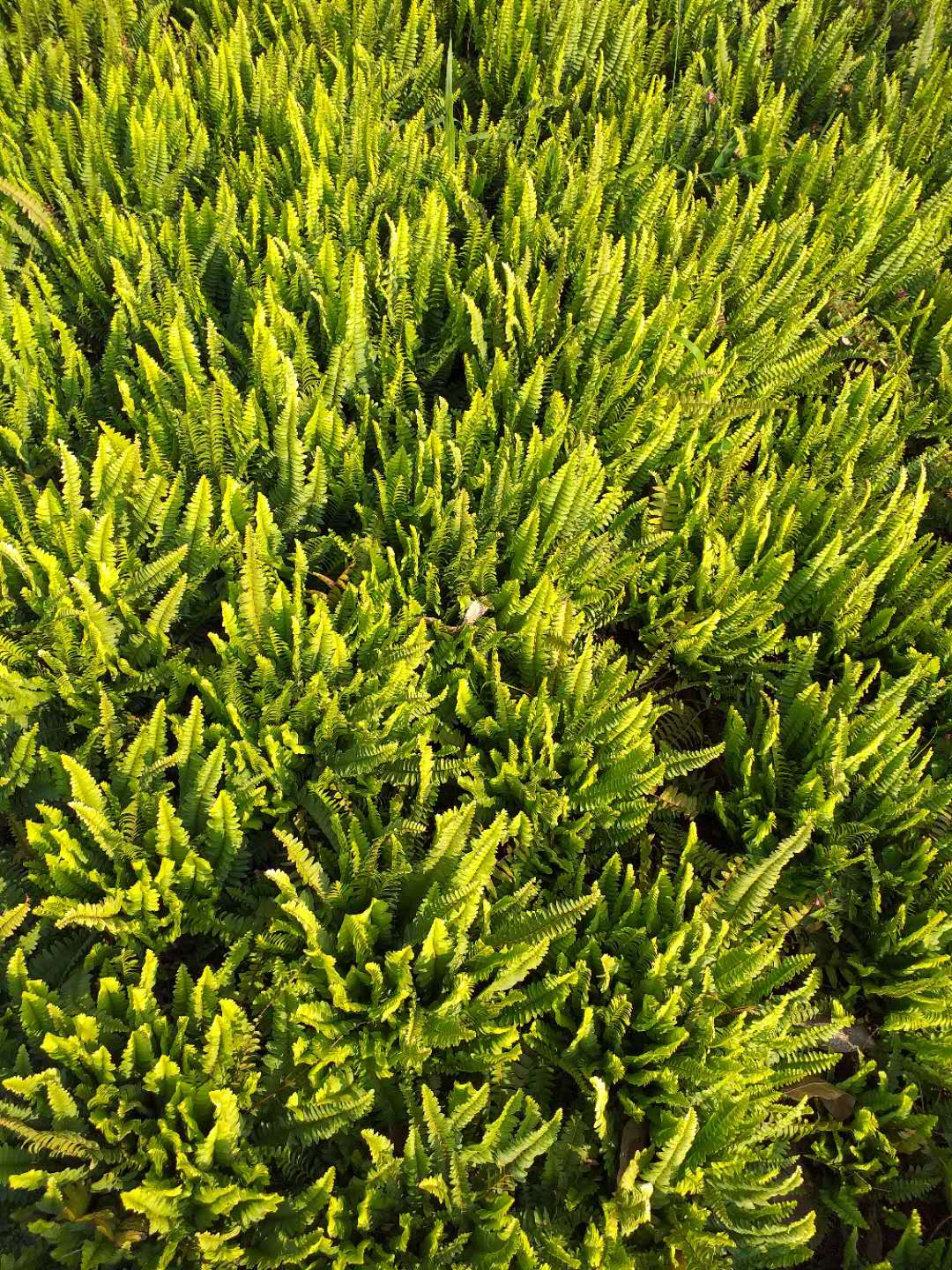
Nephrolepis exaltata

セイヨウタマシダ（西洋玉羊歯、学名：Nephrolepis exaltata (L.) Schott）は、ツルシダ科タマシダ属のシダ植物。日本のタマシダに似るが、根に玉はつけない。栽培品のボストンタマシダは本種から出たもので、多くの園芸品種がある。

## 概説
日本にも見られるタマシダ N. cordifolia によく似たもので、南北アメリカ大陸の熱帯域を中心に分布し、葉の形や根に玉をつけない点などで異なる。ヤンバルタマシダ N. hirstula とは混同されたこともある。
古くから栽培され、本種セイヨウタマシダから出たボストンタマシダはシダ類の栽培品としては極めて有名。この品種から更に分かれた矮性品や葉が細かく裂けるものなど多数の園芸品種が知られている。
和名については基本種にはセイヨウタマシダ、オオタマシダなどがあり、園芸品種はボストンファーンと呼ばれることも多い。

## 特徴
全体にタマシダに似るが、匍匐茎には塊茎を生じないことや、羽片が線状披針形で先端が尖ることで区別がつく。葉身は全体としては長さ50 - 100センチメートル (cm) 、幅5.5 - 11 cm、倒披針形で、中央よりやや先端付近が一番幅広い。また、葉質はタマシダより柔らかく、葉縁が硬くならない。羽片の側脈は普通は2叉に分かれ、後ろ側の側脈がもう一度2分する。包膜は切れ込みのある円形から腎臓型まで。

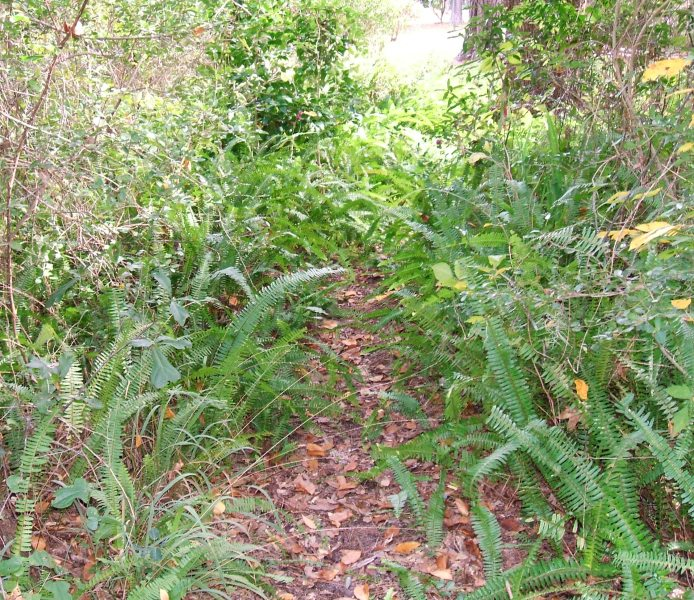
野外での状態
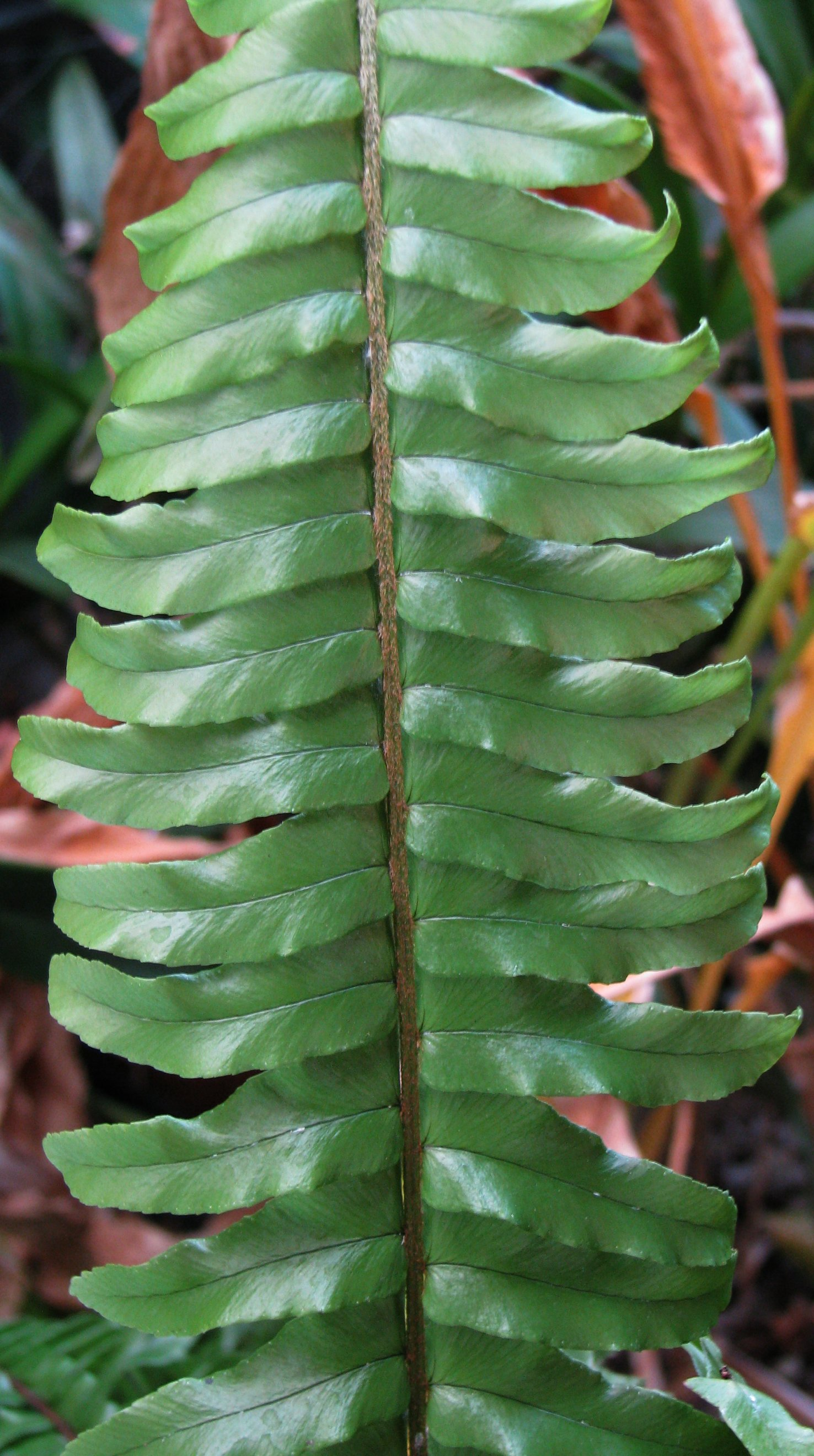
羽片の様子
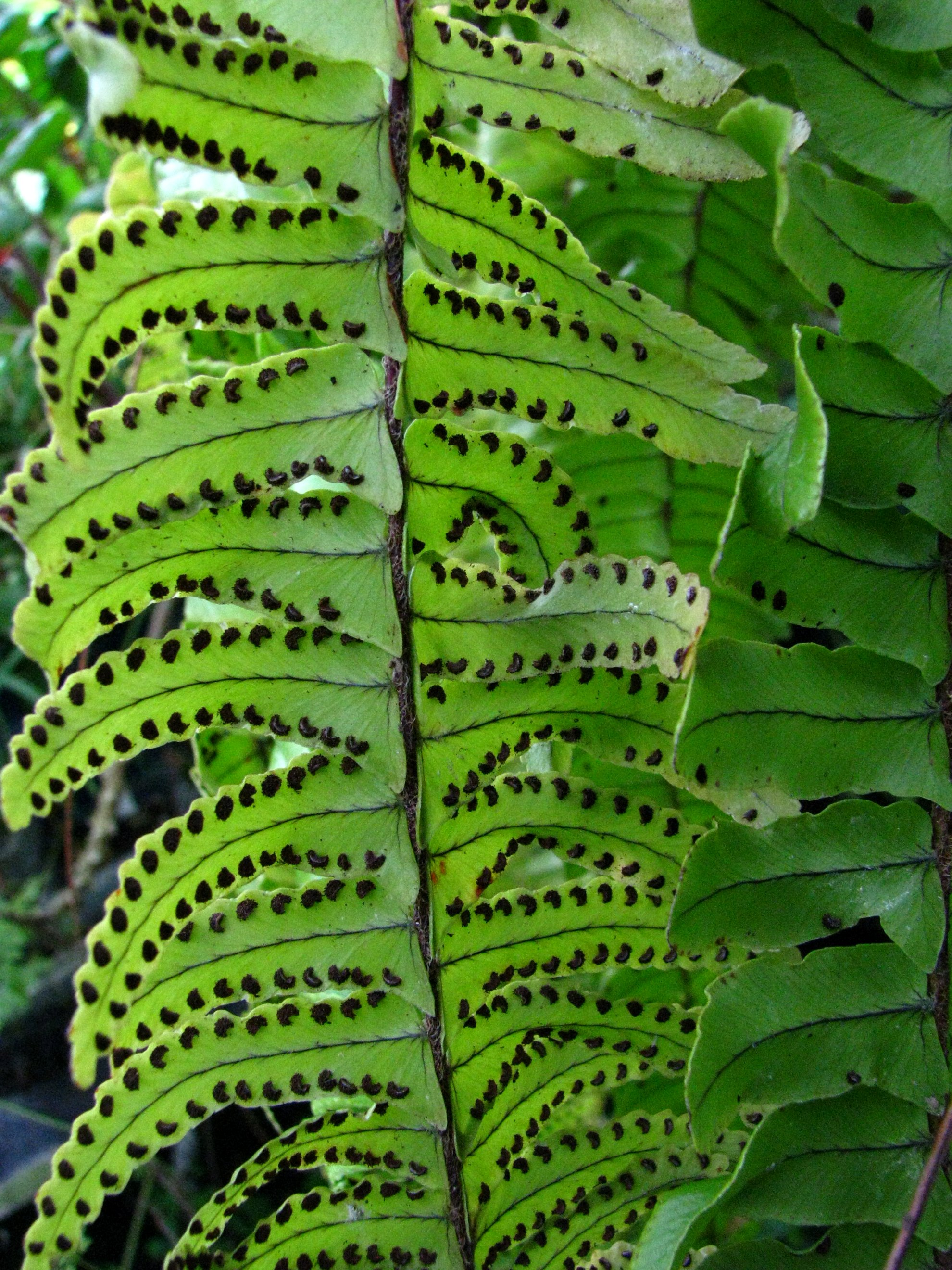
同・裏面

## 近似種
ヤンバルタマシダとは混同されることがしばしばあった。

## 利用
観賞用に栽培される。特に本種セイヨウタマシダから出たとされるのがボストンタマシダ var. bostonensis で、吊り鉢にすると長大な葉が垂れて豪華になる。この品種から19世紀末よりきわめて多くの品種が作られた。その多くは芽条変異により作り出されたものである。矮性化したものや、葉が更に細かく裂けるものなど、非常に多くの園芸品種がある。
- ボストニエンシス ‘Bostoniensis’（別名：ボストンタマシダ）
1870年にアメリカで突然変異として生じた園芸品種。別名「ボストンタマシダ」ともよばれ、葉は垂れ下がり、長さは1メートル (m) にもなる。長い葉を観賞するため、肥培して吊り鉢仕立てにもされる[4]。ボストニエンシスから、主に芽条変異によって多くの園芸品種が育成されて、羽片や葉身が変形したり、色彩変異のあるものが作出されている[4]。
- テディー・ジュニア ‘Teddy Junior’
最も一般的に流通している園芸品種で、日本では「ツデー」ともよばれている。羽片がねじれて波打っている[4]。
- マーシャリー ‘Marschallii’（別名：フサフサシダ）
別名「フサフサシダ」ともよばれる園芸品種で、葉は3回羽状複葉となり、羽片は極めて小さい[4]。
- ファン・ダンサー ‘Fan Dancer’
オーストラリアで作出された園芸品種。羽片は黄金色になるのが特徴[4]。
- スコッティー ‘Scottii’（別名：スコットタマシダ）
別名「スコットタマシダ」ともよばれる栽培品種。葉は2回羽状複葉で長三角形となり、羽片は互いに重なり合う[4]。

栽培では、やや明るい日陰を好む性質があり、直射日光には当てないように注意を要する。気温20度を前後5度の範囲が栽培する適温であるが、一般によく栽培されるセイヨウタマシダの園芸品種を冬越しさせるためには、最低5 - 8度程度は必要である。施肥、植え替え、繁殖ともに初夏から夏場の間で行われ、繁殖は株分けまたは、匍匐茎に生じた子株によって行われる。病害虫にカイガラムシがつく場合がある。

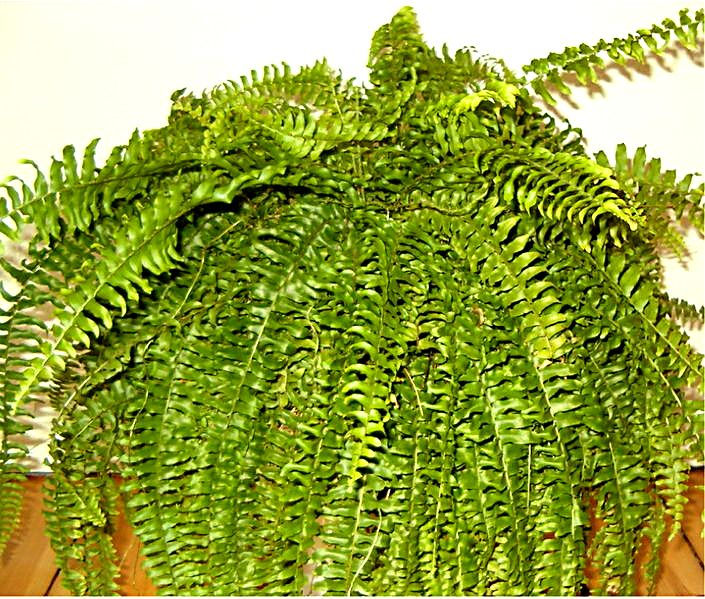
鉢植えのボストンタマシダ
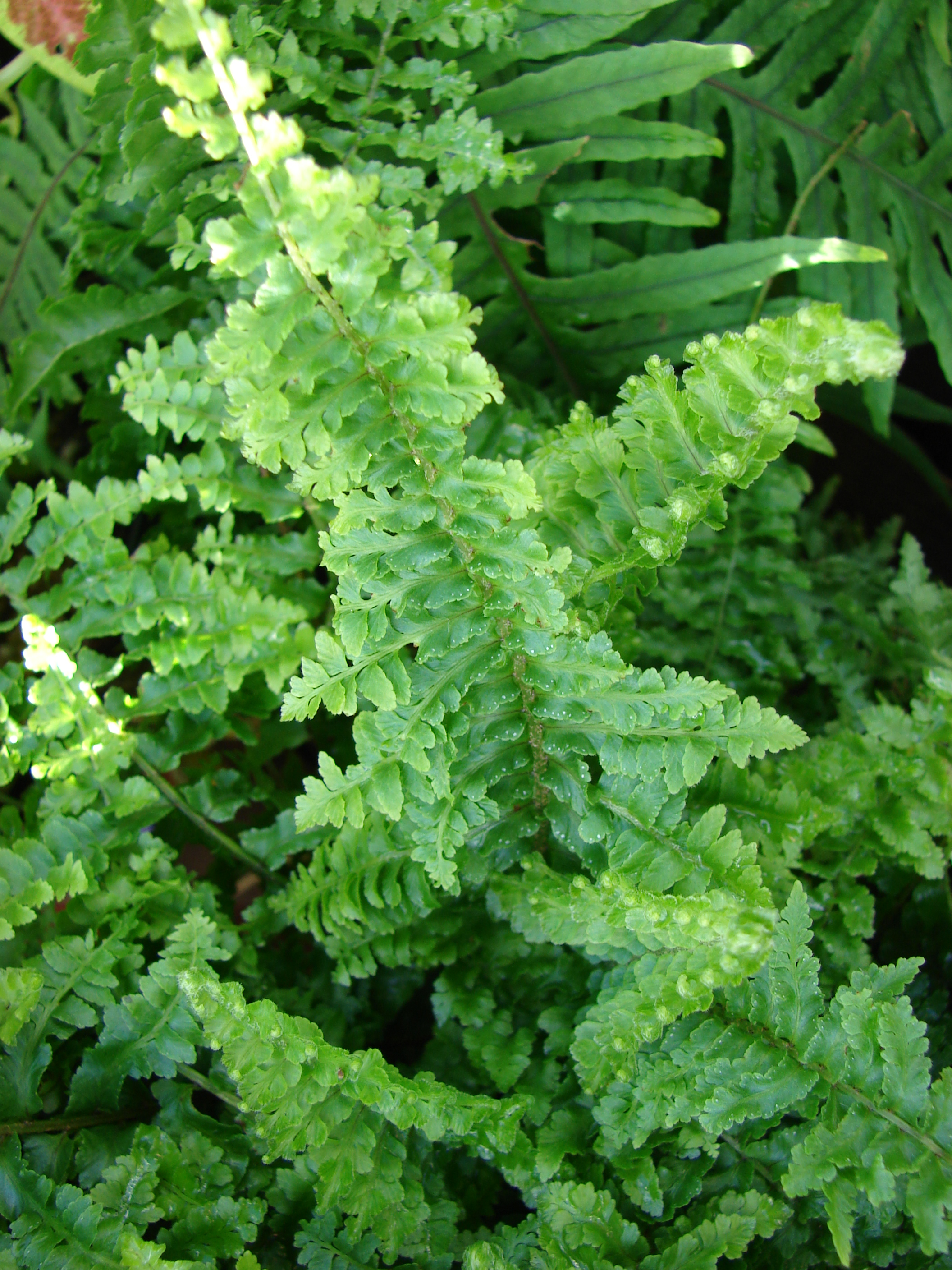
側羽片の先端が更に裂けるもの
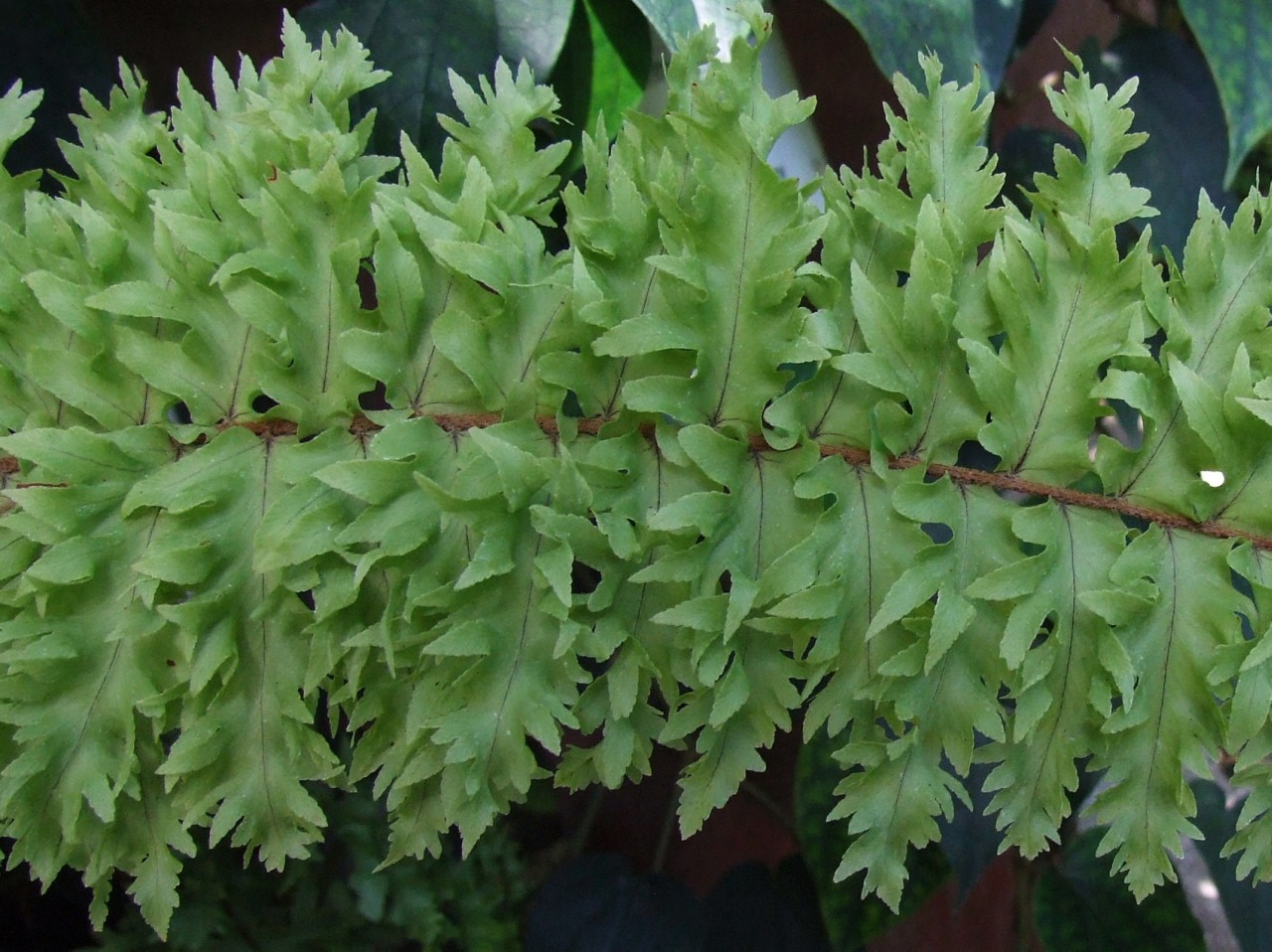
羽片が深く裂ける品種
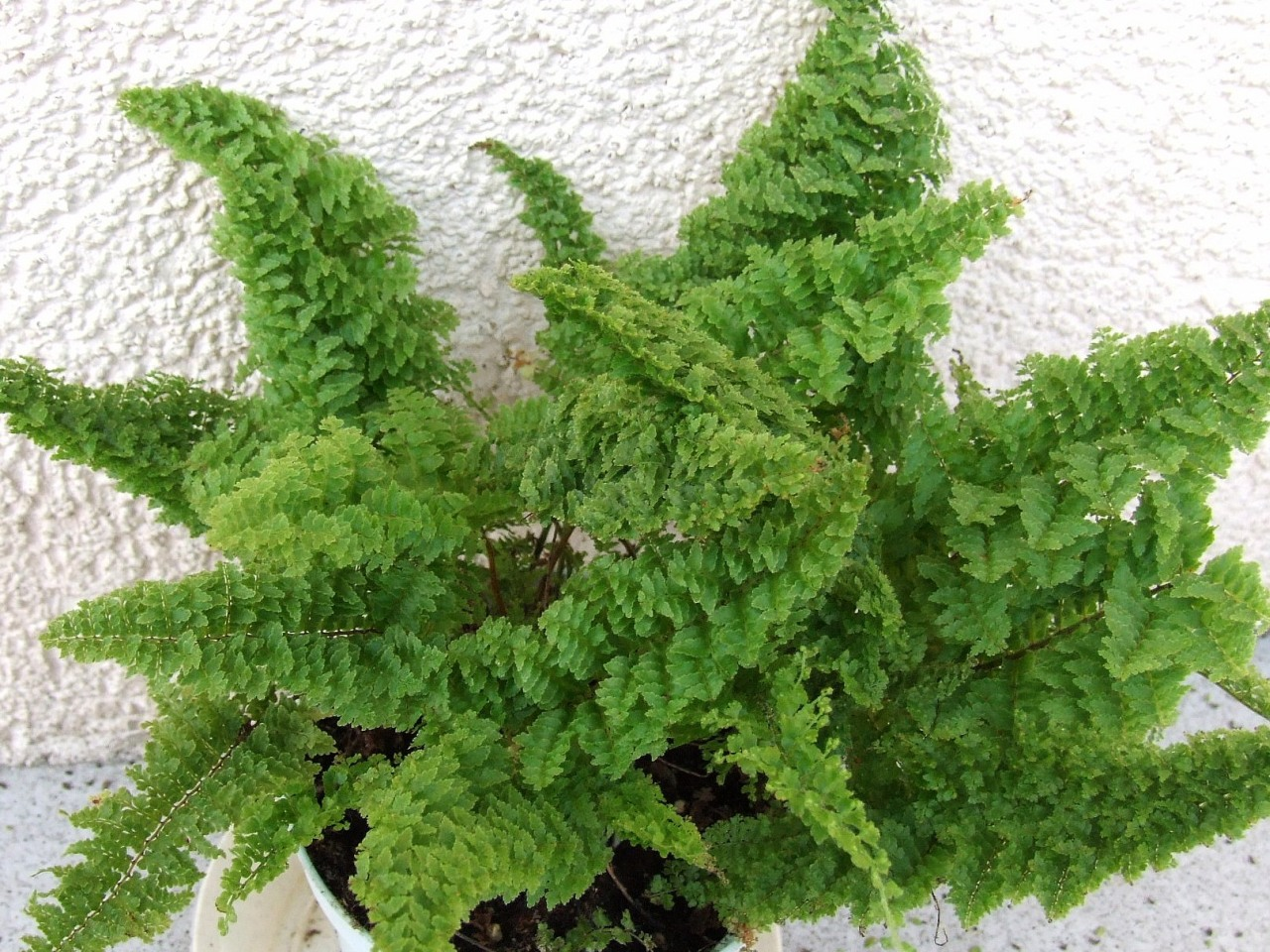
更に羽片が細かく裂ける品種
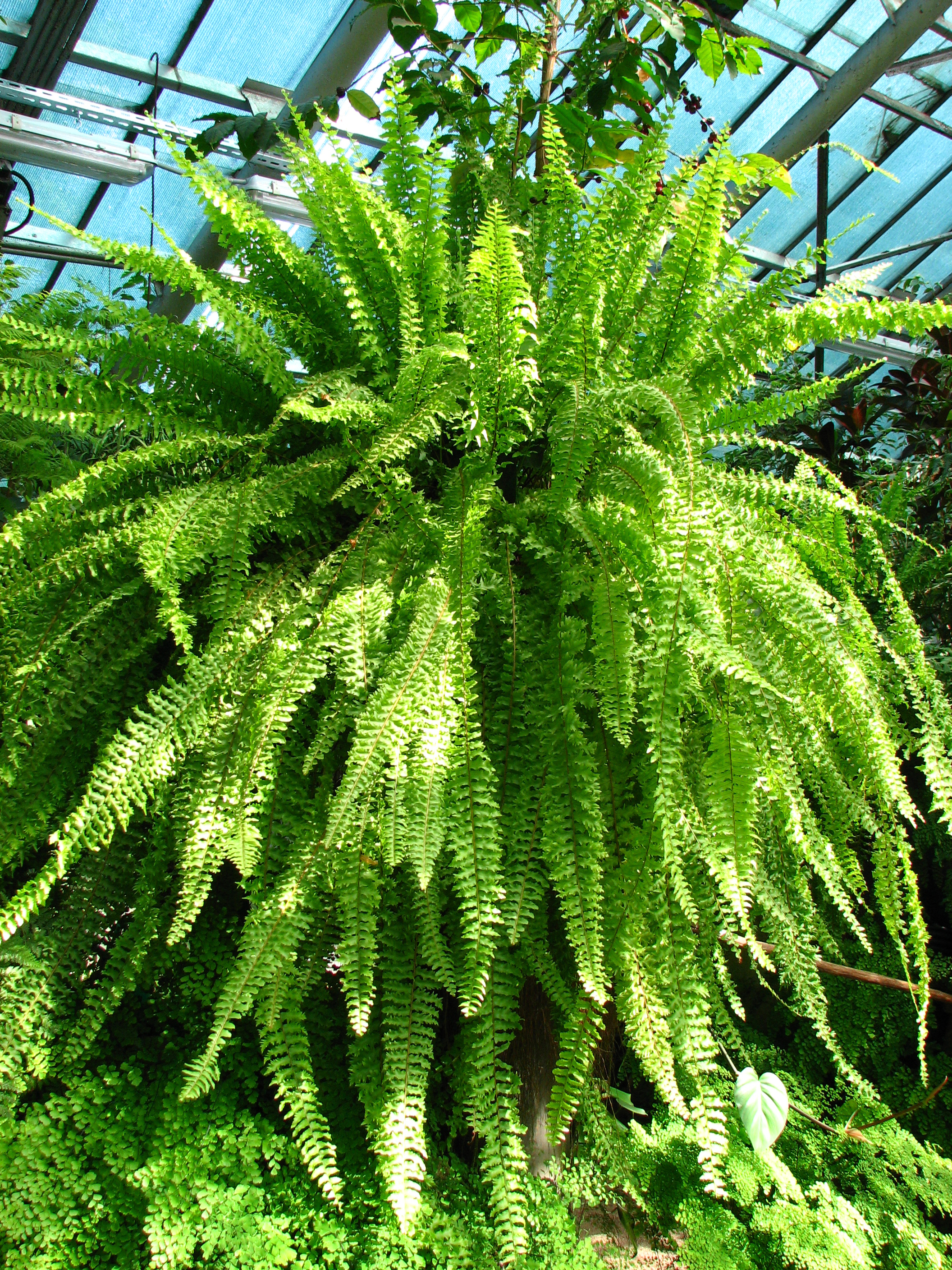
羽片が細かく裂ける品種の大株仕立て